# Snoqualmie
Snoqualmie (Snoqualmoo), pleme Salishan Indijanaca s Puget Sounda duž rijeka Snoqualmie i Skykomish u američkoj državi Washington. Snoqualmie su se sastojali od od tri lokalne skupine poznate pod imenima Skykomish i Stakta'ledjabsh s rijeke Skykomish i Snoqualmie vlastiti s istoimene rijeke uključujući i sela u Cherry Valleyu. Rana populacija iznosila je oko 500 (1700.), a 1857., dvije godine nakon potpisivanja ugovora Point Elliot, preostalo ih je prema Swantonu 225. Jezično Snoqualmie su najsrodniji plemenima Duwamish, Muckleshoot, Puyallup i Nisqually (jezik južni puget sound salish), s kojima pripadaju skupini Twana. U suvremeno vrijeme ima ih oko 650. Kulturno pripadaju Sjeverozapadnoj obali. 

## Vanjske poveznice
- Snoqualmie Tribe Vision Statement  Arhivirana inačica izvorne stranice od 17. prosinca 2007. (Wayback Machine)
- Snoqualmie